# Naruto: Ninja Council
Naruto: Ninja Council (ＮＡＲＵＴＯ－ナルト- 忍術全開! 最強忍者大結集, Naruto: Saikyou Ninja Daikesshu) est un jeu vidéo de type beat them all développé par Aspect et édité par Tomy, sorti en 2003 sur Game Boy Advance.

## Accueil
- IGN  : 6/10[1]